# 1547
Відродження •  Реформація •  Доба великих географічних відкриттів •  Ганза

## Геополітична ситуація
Османську державу очолює Сулейман I Пишний (до 1566). Імператором Священної Римської імперії є Карл V Габсбург (до 1555). У Франції королює Генріх II Валуа (до 1559).
Середню частину Апеннінського півострова займає Папська область. Неаполітанське королівство на півдні захопила Іспанія. Венеційська республіка залишається незалежною, Флорентійське герцогство, Генуя та герцогство Міланське входять до складу Священної Римської імперії.
Іспанським королівством править Карл I (до 1555). В Португалії королює Жуан III Благочестивий (до 1557).
Едуард VI є королем Англії (до 1553). Королем Данії та Норвегії — Кристіан III (до 1559). Королем Швеції — Густав I Ваза (до 1560). Королем частини Угорщини та Богемії є римський король Фердинанд I Габсбург (до 1564). На більшій частині Угорщини править Янош II Жигмонд Заполья як васал турецького султана за регентства матері Ізабелли Ягеллонки. У Польщі королює Сигізмунд I Старий (до 1548), Великим князем литовським є Сигізмунд II Август.
Галичина входить до складу Польщі. Волинь належить Великому князівству Литовському. Московське князівство очолює Іван IV (до 1575).
На заході євразійських степів існують Казанське ханство, Кримське ханство, Астраханське ханство, Ногайська орда. Єгипет захопили турки. Шахом Ірану є сефевід Тахмасп I.
У Китаї править династія Мін. Значними державами Індостану є Імперія Великих Моголів, Біджапурський султанат, Віджаянагара. В Японії триває період Муроматі.
Триває підкорення Америки європейцями. На завойованих землях ацтеків існує віцекоролівство Нова Іспанія, на колишніх землях інків — Нова Кастилія.

## Події

### В Україні
- Перша писемна згадка про село Фащівку (нині Підволочиський район Тернопільської області)
- Козаки під проводом барського старости Берната Претвиця переслідували татар до Очакова, де розбили їх та взяли полон.

### У світі
- 16 січня в Успенському соборі Московського Кремля великий князь Московський Іван IV Васильович вінчався на царство і прийняв титул «царя великого і великого князя всієї Русі».
- 21 червня в Москві почалася величезна пожежа, коли за 6 годин вигорів Кремль і більша частина посаду; у вогні загинуло понад 2,5 тисячі людей.
- 24 квітня у вирішальній битві Шмалькальдентської війни біля Мюльберга імператор Карл V Габсбург розбив війська Шмалькальдентського союзу. Лідер протестантів курфюрст Саксонський Фрідріх І потрапив у полон.
- Помер король Франції Франциск I. 25 липня у Франції короновано Генріха II Валуа (фр. Henri II).
- Помер король Англії Генріх VIII. Новим королем став його син Едуард VI.
- Англійці завдали поразки шотландцям поблизу Пінкі-Клеф і знову захопили Единбург.
- Тридентський собор змушений переїхати через епідемію до Болоньї, але все ж не зміг продовжити роботу, яка відновиться тільки 1551 року.
- Фердинанд I Габсбург уклав із турками перемир'я на 5 років, згодившись на виплату 30 тис. флорінів щорічно.
- Фердинанд I Габсбург придушив повстання у Празі.
- Мартінас Маджвідас надрукував у Кенінгсберзі першу книгу литовською мовою (Прості слова катехизму).
- Антоніо де Торквемада опублікував перший трактат із гри у шашки.

## Народились
Докладніше: Народилися 1547 року
- 29 вересня — Мігель де Сервантес Сааведра, іспанський новеліст, драматург і поет, класик світової літератури.

## Померли
Докладніше: Померли 1547 року
- 28 січня — У віці 55-и років помер англійський король Генріх VIII Тюдор.
- 21 червня — Себастьяно дель Пьомбо, італійський живописець венеційської школи